# Davide Calabria
Davide Calabria (6. prosinec 1996, Brescia, Itálie) je italský fotbalový obránce hrající od února 2025 za italskou Boloni.

## Kariéra

### Klubová

#### Milán
Fotbal začal hrát když mu bylo 6 let, ve Virtus Adrense, kde zůstal po dobu 5 sezón. V 11 letech přestoupil do AC Milán. Svůj první zápas v prvním týmu a v lize odehrál 30. května 2015 ve věku 18 let, proti Atalantě .
23. prosince 2016 vyhrál svou první profesionální trofej, italský superpohár. Utkání sledoval z lavičky.
První svoji branku vstřelil 25. února 2018 na 2:0 proti AS Řím. Od sezony 2018/19 je hlavním pilířem zadních řad klubu. Od roku 2021 je zástupcem kapitána klubu za Romagnoliho. Při absenci kapitána se stal několikrát kapitánem. První titul v nejvyšší lize získal v sezoně 2021/22. Po odchodu Romagnoliho se stal od sezony 2022/23 kapitánem.
Během sezony 2022/23 nastoupil do dalšího finále o italský superpohár. Jenže proti Interu prohráli 0:3. Své 200 utkání v dresu Rossoneri odehrál 29. ledna 2023 proti Sassuolu a s týmem obsadil v lize 2. místo. Sezona 2024/25 začala s novým trenérem Fonsecou a ten jej na hřiště nepouštěl. Na konci roku byl trenér vyměněn za Sérgia Conceiçãa a ten jej nasadil do dalšího finále o italský superpohár, kde pomohl porazit Inter 3:2. Dne 11. ledna 2025 předal kapitánskou pásku Maignanovi.

#### Boloňa
Dne 3. února byl poslán na půlroční hostování do Boloně. S klubem vyhrál domácí pohár, kde pomohl ve finále porazit svůj bývalí klub Milán.

### Reprezentační
Byl stálí reprezentantem v mládežnických týmech do 17 let, do 18 let, do 19 let a do 20 let. Velkým úspěchem bylo druhé místo na ME U17 v roce 2013.
1. října 2015 obdržel pozvánku reprezentace Itálie U21 na kvalifikační zápasy. Posléze byl nominován na ME U21 v roce 2017, kde získal s reprezentací třetí místo.
První utkání za seniorskou reprezentaci odehrál ve věku 23 let 11. listopadu 2020 proti Estonsku (4:0). Dostal se i do nominace na finální fáze turnaje LN UEFA 2020/21 kde získal bronz.

## Statistika
| Sezóna          | Klub            | Liga            | Liga   | Liga | Domácí poháry | Domácí poháry | Domácí poháry | Kontinentální poháry | Kontinentální poháry | Kontinentální poháry | Celkem | Celkem |
| Sezóna          | Klub            | Soutěž          | Zápasy | Góly | Soutěž        | Zápasy        | Góly          | Soutěž               | Zápasy               | Góly                 | Zápasy | Góly   |
| --------------- | --------------- | --------------- | ------ | ---- | ------------- | ------------- | ------------- | -------------------- | -------------------- | -------------------- | ------ | ------ |
| 2014/15         | Milán           | Serie A         | 1      | 0    | IP            | 0             | 0             | -                    | 0                    | 0                    | 1      | 0      |
| 2015/16         | Milán           | Serie A         | 6      | 0    | IP            | 2             | 0             | -                    | 0                    | 0                    | 8      | 0      |
| 2016/17         | Milán           | Serie A         | 12     | 0    | IP+IS         | 1+0           | 0+0           | -                    | 0                    | 0                    | 13     | 0      |
| 2017/18         | Milán           | Serie A         | 21     | 1    | IP            | 4             | 0             | EL                   | 5                    | 0                    | 30     | 1      |
| 2018/19         | Milán           | Serie A         | 26     | 1    | IP+IS         | 2+1           | 0+0           | EL                   | 4                    | 0                    | 33     | 1      |
| 2019/20         | Milán           | Serie A         | 25     | 1    | IP            | 2             | 0             | -                    | 0                    | 0                    | 27     | 1      |
| 2020/21         | Milán           | Serie A         | 32     | 2    | IP            | 1             | 0             | EL                   | 6                    | 0                    | 39     | 2      |
| 2021/22         | Milán           | Serie A         | 26     | 2    | IP            | 3             | 0             | LM                   | 4                    | 0                    | 33     | 2      |
| 2022/23         | Milán           | Serie A         | 25     | 1    | IP+IS         | 1+1           | 0+0           | LM                   | 6                    | 0                    | 33     | 1      |
| 2023/24         | Milán           | Serie A         | 29     | 1    | IP            | 2             | 0             | LM+EL                | 6+4                  | 0+0                  | 41     | 1      |
| 2024/25         | Milán           | Serie A         | 7      | 0    | IP+IS         | 1+1           | 1+0           | LM                   | 5                    | 0                    | 14     | 1      |
| Celkem za Milán | Celkem za Milán | Celkem za Milán | 210    | 9    | -             | 22            | 1             | -                    | 40                   | 0                    | 272    | 10     |
| 2025            | Boloňa          | Serie A         | 11     | 0    | IP            | 2             | 0             | -                    | 0                    | 0                    | 13     | 0      |
| Celkově         | Celkově         | Celkově         | 221    | 9    | -             | 24            | 1             | -                    | 40                   | 0                    | 285    | 10     |

## Úspěchy

### Klubové
- vítěz italské ligy (1x)

Milán: 2021/22
- vítěz italského poháru (1x)

Boloňa: 2024/25
- vítěz italského superpoháru (2x)

Milán: 2016, 2024

### Reprezentační
- 1× na lize národů UEFA (2020/21 – bronz)
- 1× na ME 21 (2017 - bronz)